# 尾和慶襯
尾和 慶襯（おわ よしちか、1942年4月6日 - ）は、日本の税理士。
日本税理士会連合会理事、関東信越税理士会相談役、北野建設監査役など歴任。

## 来歴
長野県出身。立教大学、駒澤大学大学院商学研究科修了。1972年12月、税理士登録(関東信越税理士会上田支部) 、尾和税経事務所入所。
2001年10月、尾和税経事務所長。2003年4月、関東信越税理士会副会長、関東信越税理士会長野県支部連合会会長。
2003年7月、日本税理士会連合会理事。2004年6月、北野建設監査役。2005年1月、税理士法人尾和税経事務所代表社員。
2007年4月、関東信越税理士会相談役。関東信越税理士会長野県支部連合会相談役
。

## 受賞
- 2007年 藍綬褒章受章